# Бордзиловський Євген Іванович
Євге́н Іва́нович Бордзило́вський  (10 вересня 1875, Київ — 8 листопада 1949, Київ) — український ботанік, член-кореспондент Академії наук УРСР (з 1939).

## Біографія
Народився в Києві в родині хранителя Ботанічного кабінету Університету святого Володимира, морфолога та систематика рослин Івана Бордзиловського. Закінчив Київський університет, після чого працював у ботанічному саду того ж університету (1903—1915). З 1919 — співробітник АН УРСР (1935—1941 — завідувач відділу систематики вищих рослин Інституту ботаніки АН УРСР).

## Наукова діяльність
Брав участь у складанні видання «Флора УРСР». Праці Бордзиловського присвячені питанням флористики та систематики рослин. Досліджував флору Закавказзя, України і Білорусі.

## Основні праці
- К флоре Кавказа // Зап. Киев. об-ва естествоиспытателей. 1915. Т. 25;
- Нові види рослин з Кавказу // УБОЖ. 1926. Кн. 3;
- Дикорослі лікарські рослини флори УРСР, їх опис, збирання й сушіння: Спец. видання АН УРСР. К., 1935;
- Бур'яни УРСР. К., 1937;
- Родини Лілійні, Амарилилісові, Півникові, Зозулинцеві // Флора УРСР. 1950. Т. 3;
- Родини Ремнецвітові, Санталові, Хвилівникові, Ніктагінові, Лаконосні, Аїзові, Портулакові // Флора УРСР. 1952. Т. 4;
- Родини Макові, Каперцеві, Резедові, Росичкові, Товстолисті, Ломикаменеві // Флора УРСР. 1953. Т. 5.